# Pseudosquillisma adiastalta
Pseudosquillisma adiastalta is een bidsprinkhaankreeftensoort uit de familie van de Pseudosquillidae. De wetenschappelijke naam van de soort is voor het eerst geldig gepubliceerd in 1964 door Manning.